# 三ヶ日みかん

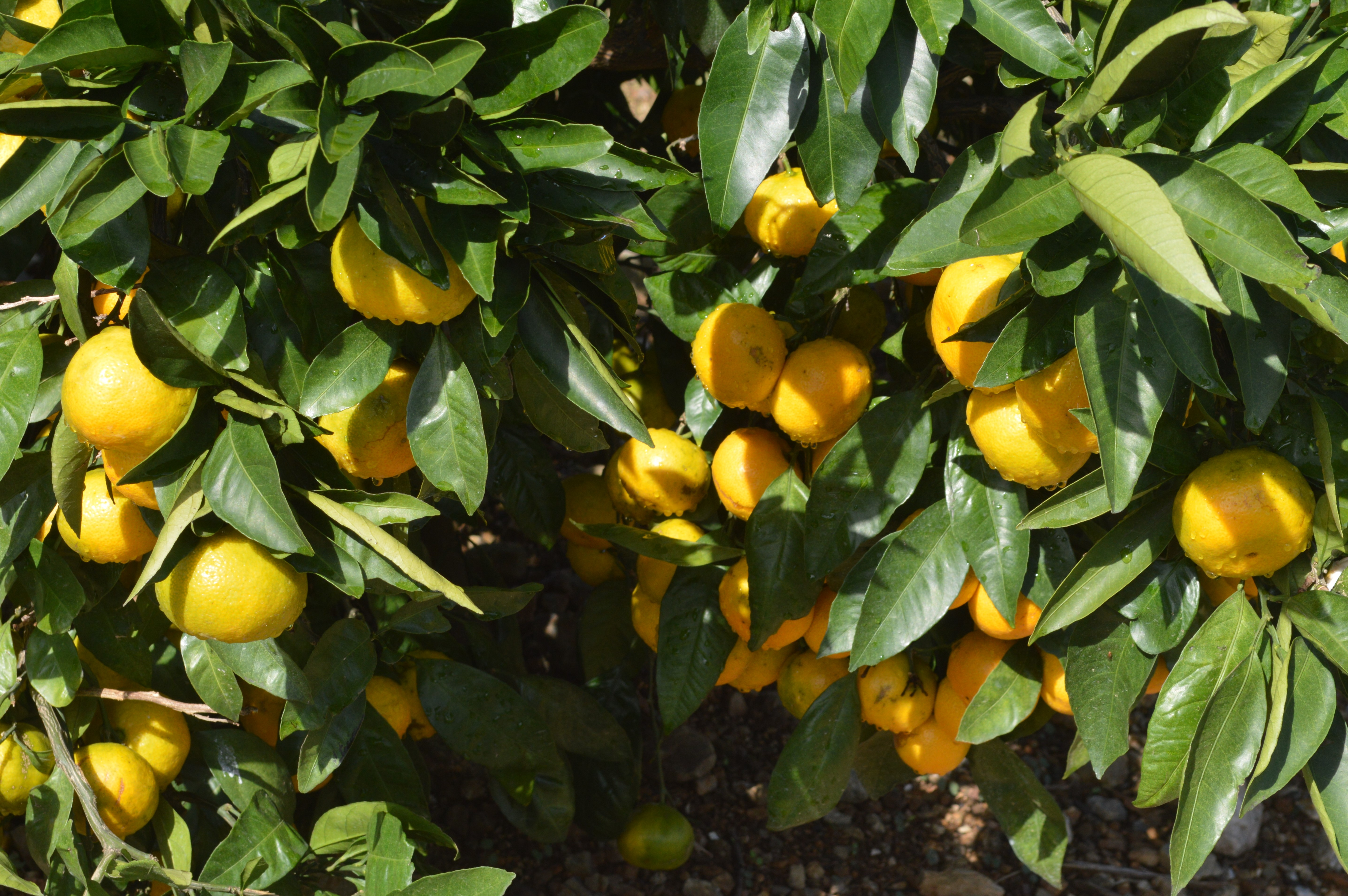
三ヶ日みかん

三ヶ日みかん（みっかびみかん）とは、静岡県浜松市浜名区三ヶ日地区周辺で生産されるウンシュウミカンのブランド。
三ヶ日は静岡県最大のみかん産地である。平成の大合併以前、引佐郡三ケ日町は全国屈指のみかん産地であり、2004年度（平成16年度）産の自治体別生産量では愛媛県八幡浜市に次いで全国2位だった。2005年（平成17年）には三ケ日町が浜松市に編入されているが、2005年度（平成17年度）産の自治体別生産量で浜松市は全国1位となった。

## 定義

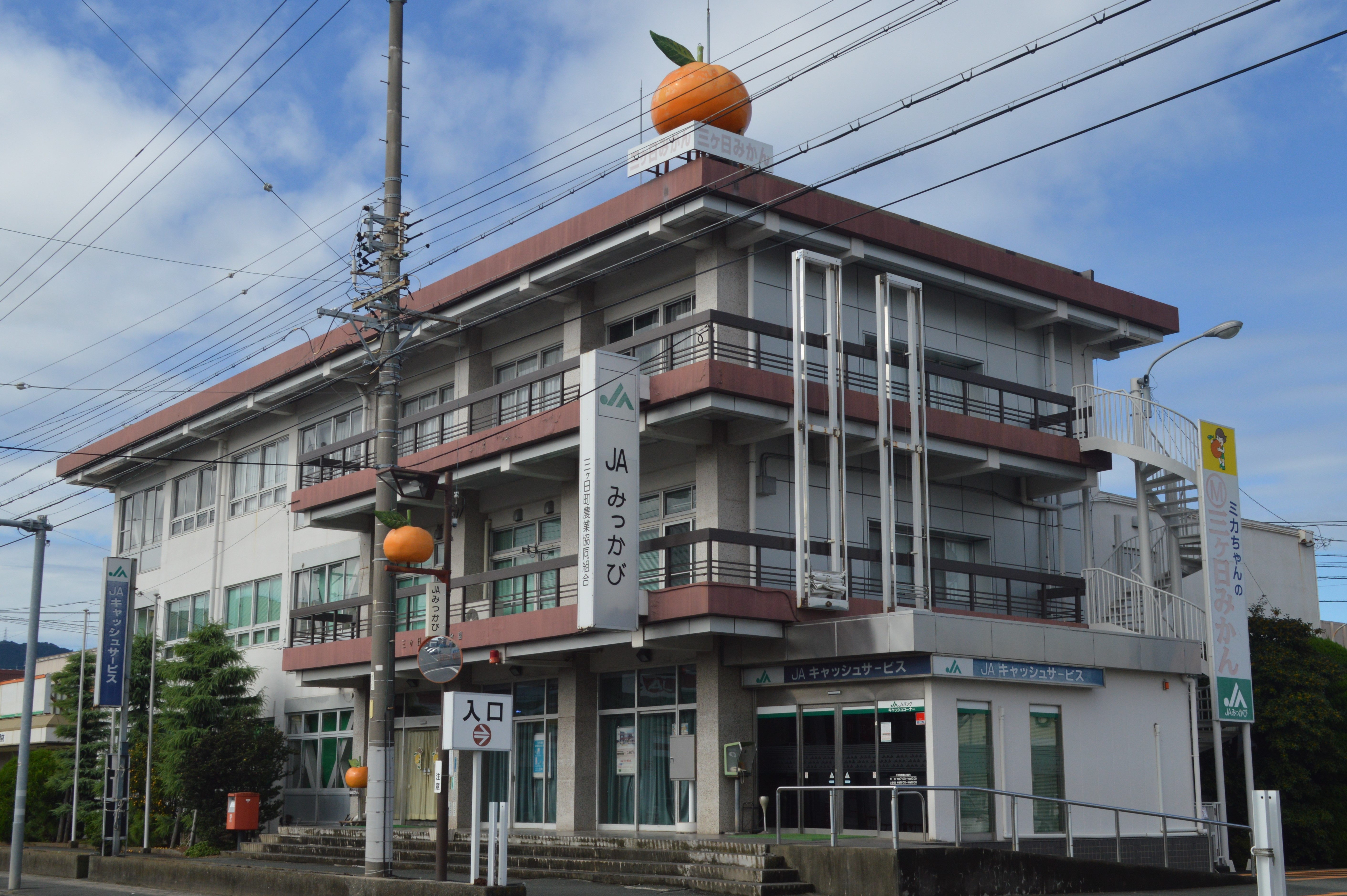
JAみっかび

静岡県浜松市浜名区三ヶ日地区やその周辺地域（三ヶ日地区以外の浜松市浜名区と湖西市）で生産され、三ヶ日地区内で共同選果されたウンシュウミカンに三ヶ日みかんのブランド名が与えられる。三ヶ日町農業協同組合（JAみっかび）によって商標登録されている。

## 歴史

### 産地の確立

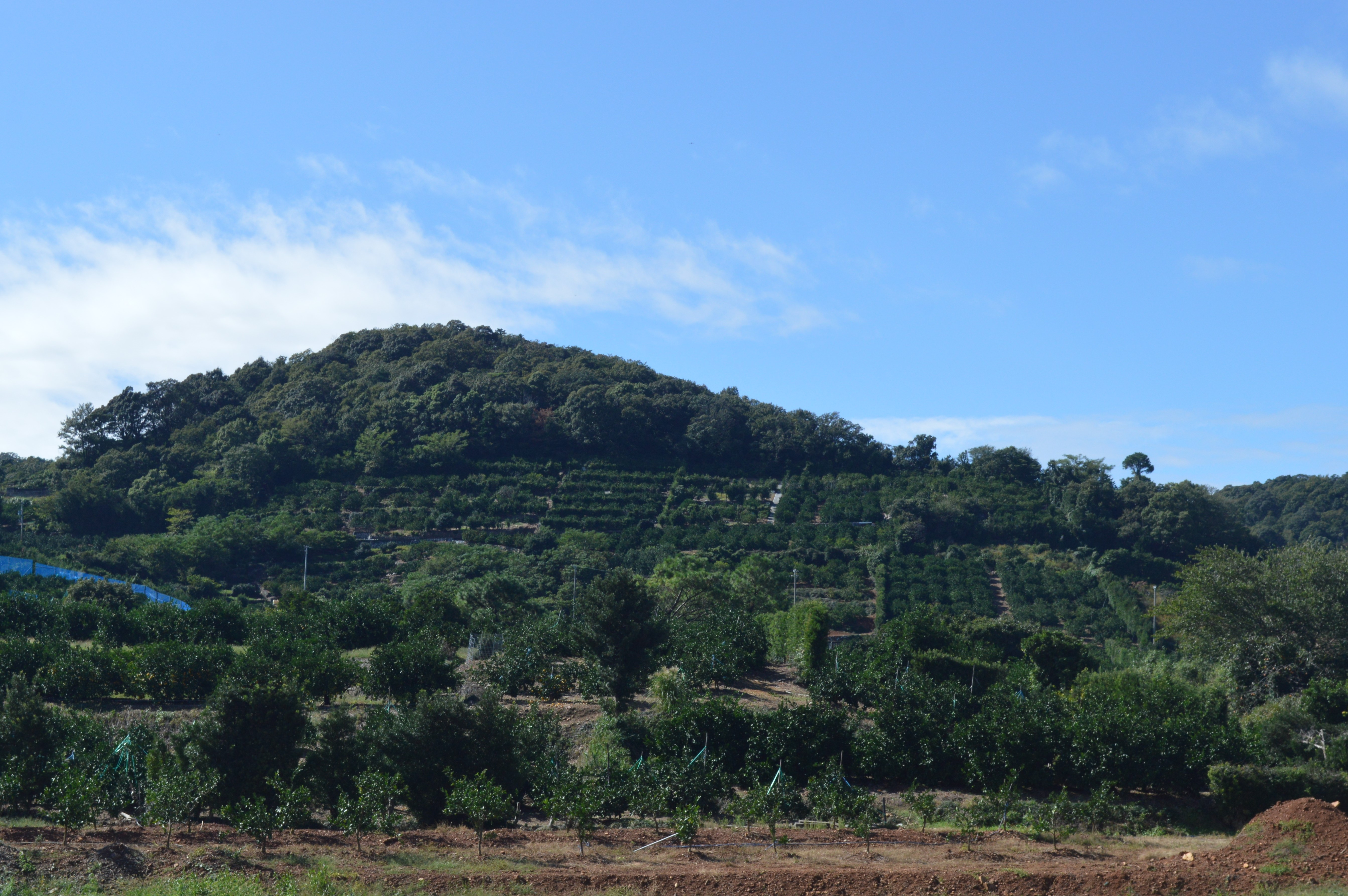
三ヶ日みかんの果樹園

江戸時代中頃、紀伊国東牟婁郡那智地方から遠江国敷知郡平山村（現・静岡県浜松市浜名区三ヶ日町平山地区）の山田弥右衛門がキシュウミカンの苗木を持ち帰ったのが始まり。その後、天保年間（1830年～1843年）には平山村の加藤権兵衛が、実の大きいウンシュウミカンを三河国幡豆郡吉良地方から導入したことで、キシュウミカンに代わってウンシュウミカンが栽培されるようになった。
明治時代に入ると、ウンシュウミカンがみかん園としてまとめて植えられるようになった。1920年（大正9年）に専任技術員として中川宗太郎が赴任し、防風林としてイヌマキを利用することや、こも掛け、消毒、剪定などの技術を指導した。こうして三ヶ日地域にみかん栽培が普及し、定着した。

### 戦後
第二次世界大戦後には国有地の払い下げを受けるなどし、第1次（1958年以降）と第2次（1963年以降）の2度の開発計画により、新しいみかん園が造成された。そのほか、排水溝などの基盤整備や共同販売体制の構築なども実施された。1960年（昭和35年）9月20日、三ヶ日町柑橘出荷組合が設立され、徐々に三ヶ日みかんのブランドが確立されていった。
1979年（昭和54年）には公式キャラクターとして「ミカちゃん」が制定され、同年産の出荷からダンボール箱へのミカちゃんの印字が開始された。1981年（昭和56年）には三ヶ日町柑橘出荷組合のものではない（ニセ）三ヶ日みかんが出回ったが、この際には本物の目印としてミカちゃんマークが報道され、結果としてミカちゃんの知名度が向上した。
平安時代から鎌倉時代の三ヶ日は伊勢神宮の神領だった歴史があり、1997年（平成9年）からJAみっかびは伊勢神宮の新穀感謝祭に三ヶ日みかんを奉納している。
2000年度（平成12年度）の自治体別みかん出荷量は愛媛県八幡浜市が全国1位であり、三ヶ日町は2位だった。青島みかんに限定すると、出荷量と栽培面積の観点で三ヶ日町が全国1位だった。2001年（平成13年）秋には一日450トンの処理能力を有する日本最大の選果場が完成した。2002年（平成14年）の統計では、栽培面積が1,550ha、生産量が40,500t、産出額が80億円だった。

### 近年の動向
2007年（平成19年）、三ヶ日町にある総合食品卸業のフードランドが三ヶ日みかんを用いたピュレを開発した。このピュレはサントリーや宝酒造の缶チューハイに採用され、その後も加工食品・調味料・入浴剤原料などに用途が拡大された。
2007年（平成19年）、地域団体商標に登録された。2008年（平成20年）、静岡県が認可する第三者認証制度である「しずおか農水産物認証制度」を取得した。2020年（令和2年）10月には静岡文化芸術大学デザイン学部の学生によってLINEスタンプが製作された。
かつて静岡県立三ヶ日高等学校はみかん園を有しており、全校生徒で早生みかんと青島みかんを栽培していたうえ、1972年（昭和47年）までは高校内に柑橘科があった。2015年（平成27年）3月に三ヶ日高校が静岡県立浜松湖北高等学校に再編されて閉校となると、2021年（令和3年）11月1日には三ヶ日高校の跡地にJAみっかび新柑橘選果場が完成した。この柑橘選果場の延床面積は日本最大規模の約2万2000平方メートルであり、日本で初めて人工知能(AI)による選別システムを導入した。総事業費79億1000万円であり、国の「強い農業・担い手づくり総合支援交付金」などを活用している。
みかんの生産工程では不要な果実を摘果して廃棄する必要があり、三ヶ日では年間に3万6000トンの青みかんが廃棄されている。しかし、摘果された果実には肌や頭皮に良い成分が多く含まれるとされる。2021年（令和3年）には三ヶ日町にあるまちづくり団体のブルーレイクプロジェクトが、クラウドファウンディングで資金を募って青みかんを活用したシャンプーを開発し、2022年（令和4年）1月から販売を開始した。

## 生産・流通
三ヶ日地区は南斜面の丘陵地にあり、日照量が多く、温暖な気候である。また、保肥力が低く、排水性が良い点もみかん栽培に好都合である。三ヶ日みかんは生食だけでなく、機能性表示食品としてジュースなどでも販売されている。
主に早生みかんと青島みかんが栽培・出荷されている。早生みかんは10月から11月に収穫され、10月から12月にかけて出荷される。青島みかんは11月から12月に収穫され、貯蔵を経て1月から3月にかけて出荷される。東北地方から名古屋都市圏までの範囲に出荷される。みかんの収穫に携わる作業員は「きりこ」と呼ばれ、遠くは青森県弘前市からもやってくる。
三ヶ日町は畜産業も盛んであり、みっかび牛というブランドで流通される。三ヶ日みかんの残渣を牛の餌に混ぜたり、三ヶ日みかんの畑に牛舎から出た堆肥を用いるなど、循環型農業が取り組まれている。
地理学者の西原純は、三ヶ日町がみかん産地として確立した要因について以下の5点を指摘している。
1. 高品質で市場価値が高い
2. 三ヶ日のブランドが確立している
3. 貯蔵みかんである
4. 共選・共販体制が厳格である
5. 樹齢が県内では最も若い

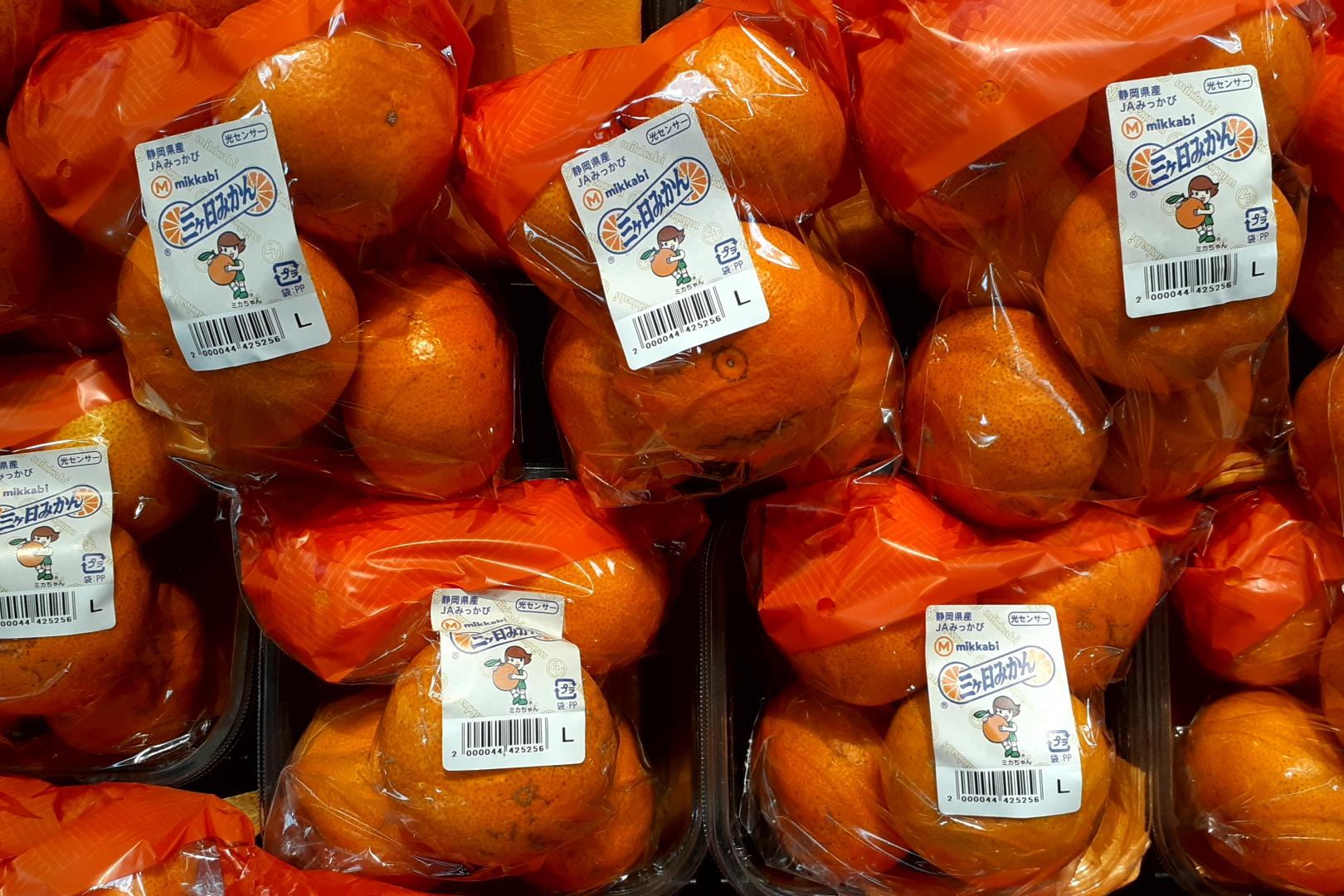
生食用のみかん
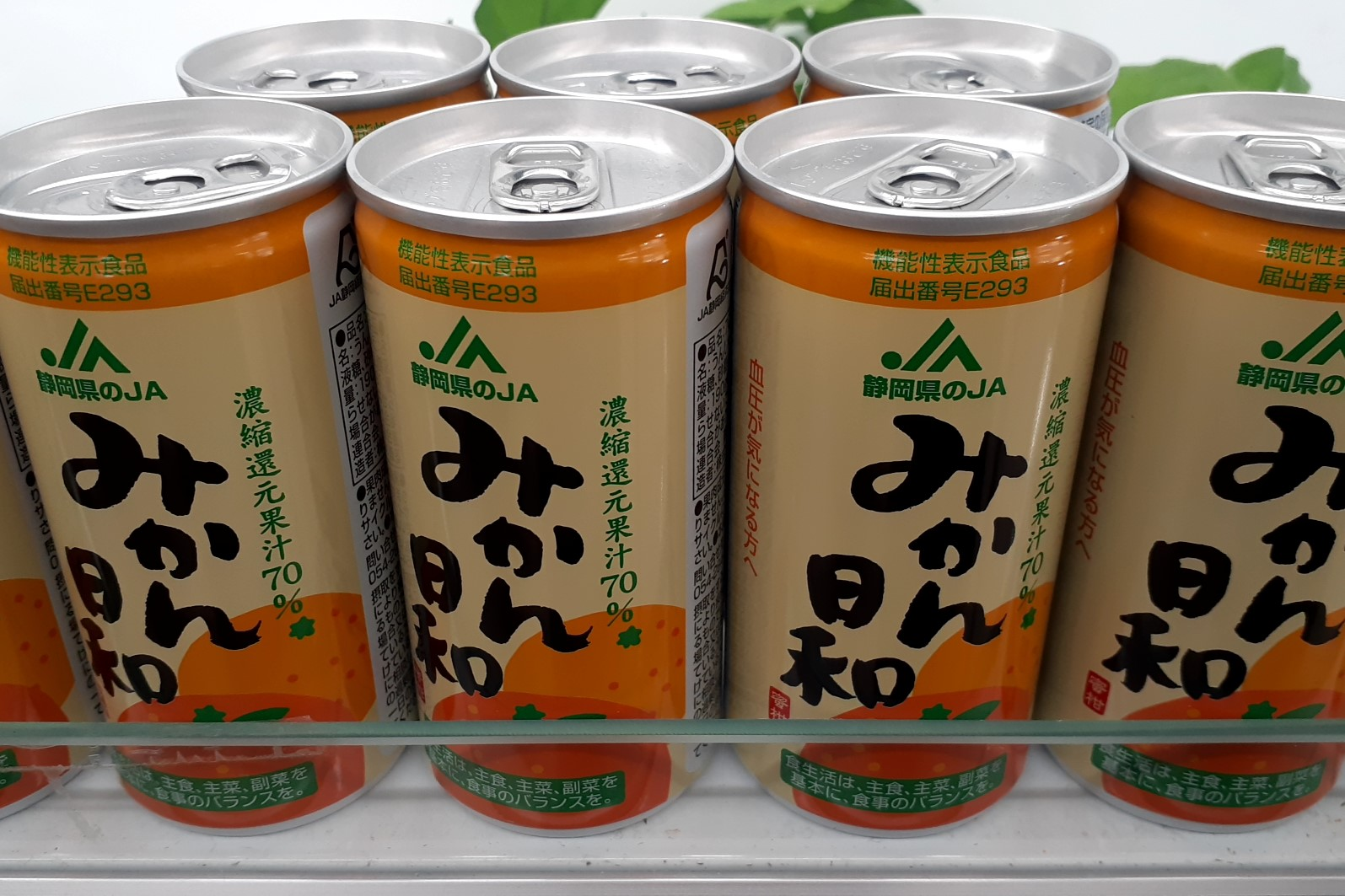
加工品のジュース

## 史跡

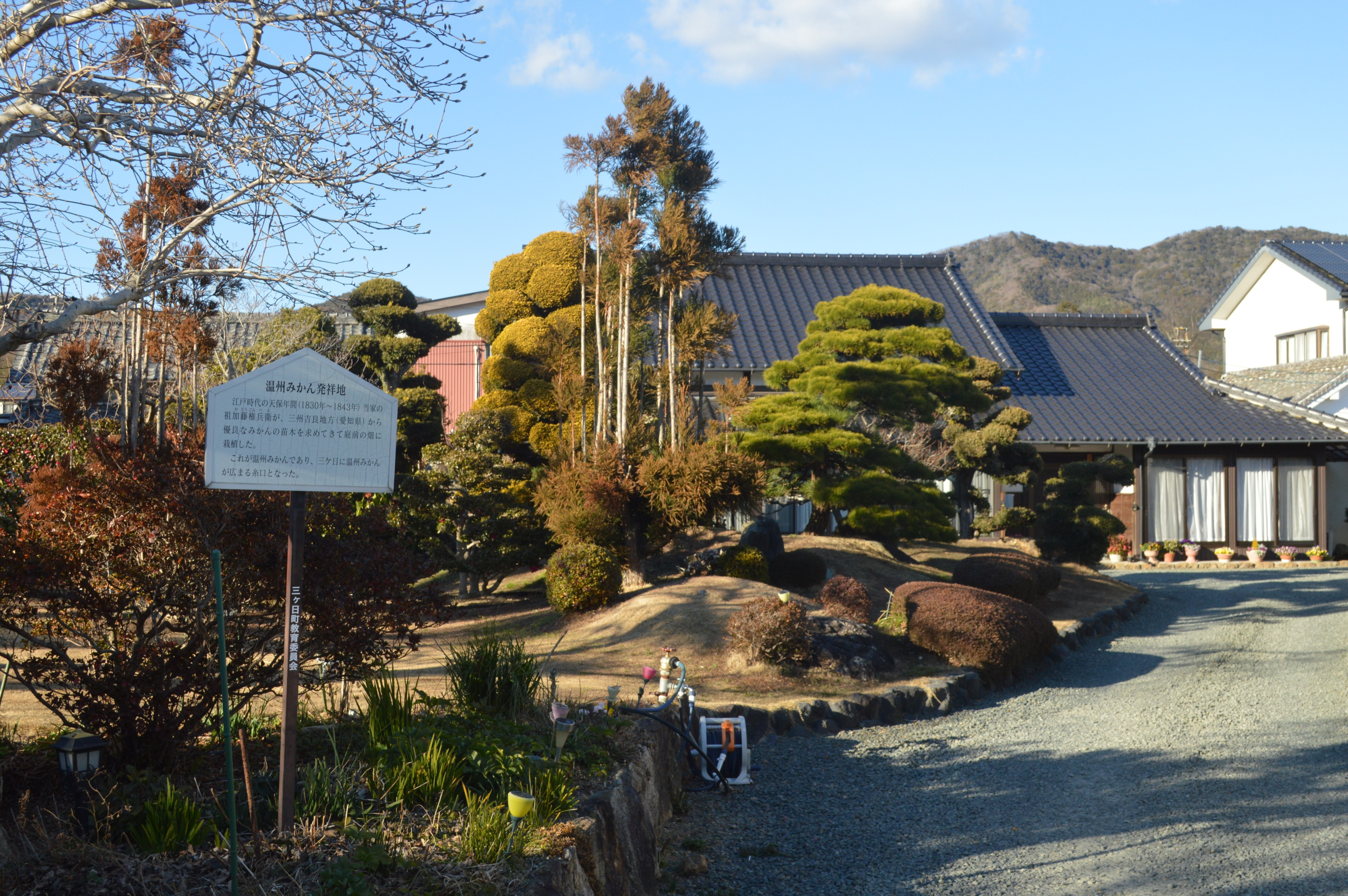
「温州みかん発祥地」の看板と加藤家

三ヶ日町の稲荷山公園には山田弥右衛門、加藤権兵衛、中川宗太郎の三恩人に感謝する「柑橘頌徳碑」が建てられている。三ヶ日町平山の加藤家には、三ヶ日地方におけるウンシュウミカンの発祥地であることを示す「温州みかん発祥地」の看板がある。